# Militærfængsel
Et militærfængsel er et fængsel drevet og styret af militæret.
Militære fængsler bruges til at huse krigsfanger, ulovlige kombattanter, personer hvis frihed anses som en trussel mod den nationale sikkerhed, eller ansatte ved militæret fundet skyldig ved en krigsret i en alvorlig forbrydelse.